# Konvektionsheizung

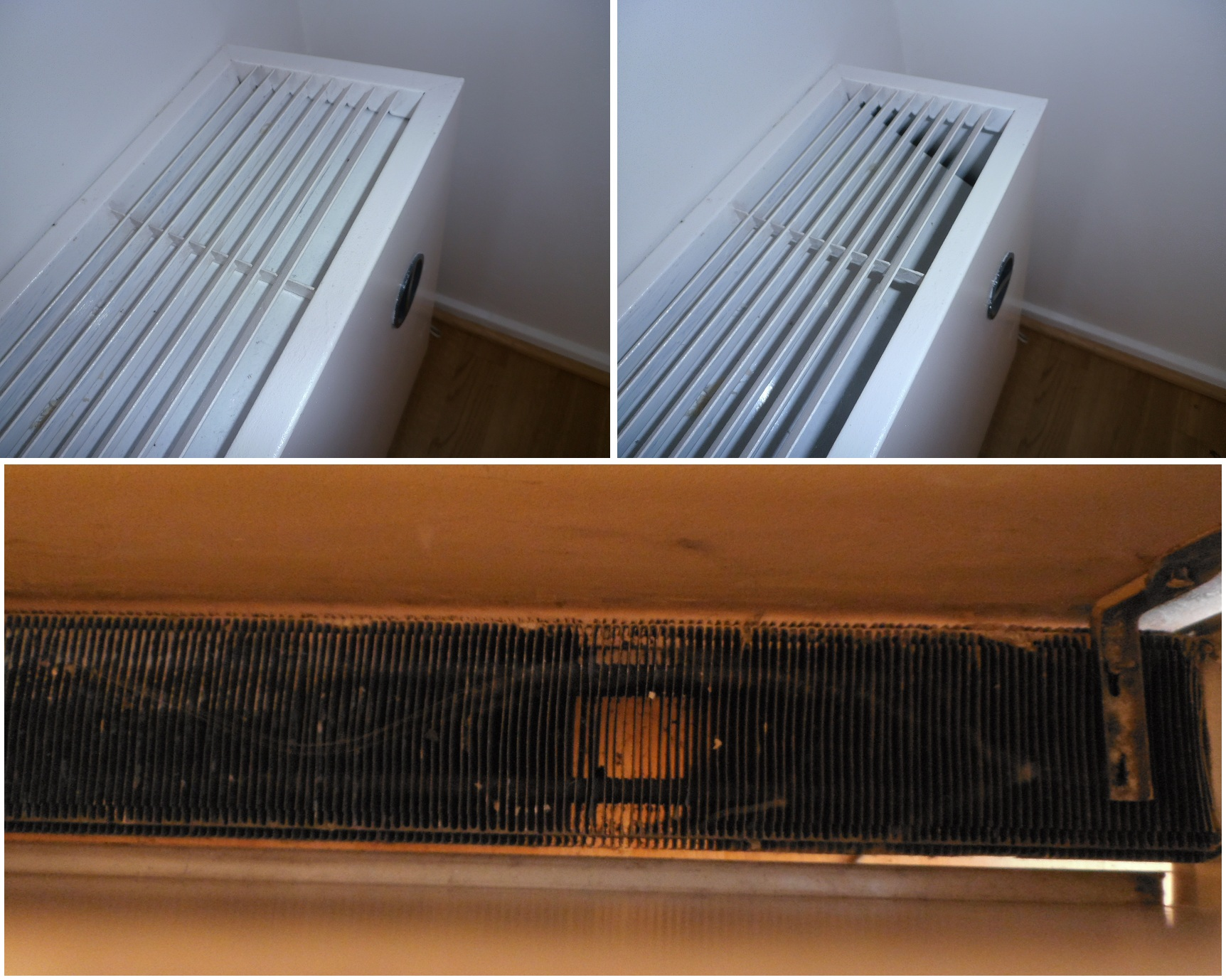
Ein amerikanischer Konvektor mit integrierter Luftklappe zur Steuerung der Heizleistung

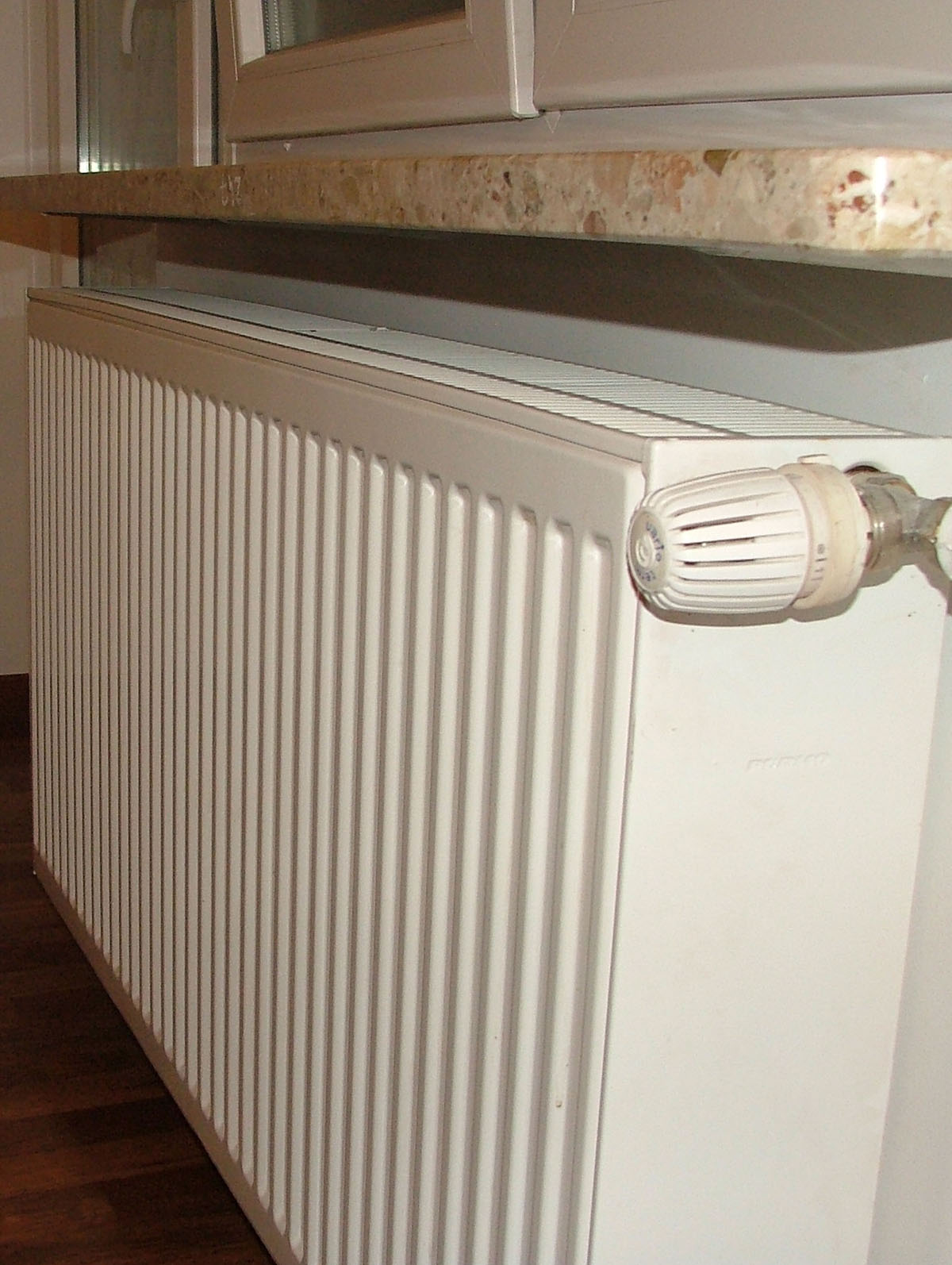
Plattenheizkörper mit innenliegenden Wärmeleitblechen werden umgangssprachlich auch als Konvektoren bezeichnet

Bei einer Konvektionsheizung wird die Wärme durch Heizlüfter oder zur Wärmeübertragung an die Umgebungsluft optimierte Heizkörper, sogenannte Konvektoren, durch Konvektion an die Raumluft übertragen.
Im Gegensatz dazu überträgt eine Strahlungsheizung die Wärme überwiegend durch Wärmestrahlung an die Umgebung.
Konvektoren werden in der Regel durch integrierte elektrische Heizelemente erwärmt oder sind als dampf- oder wasserführende Heizkörper an eine Zentralheizung angeschlossen.
Die von einem Konvektor erwärmte Luft steigt durch freie Konvektion nach oben. Diese Auftriebsbewegung lässt kühle Raumluft von unten nachströmen, wodurch eine Luftzirkulation im Raum entsteht.
Ein typischer Konvektor besteht aus einem Heizregister in Form eines Rippenrohrs oder durchströmten Platten mit Wärmeleitblechen und wird meist wie ein Sockelleistenheizkörper hinter einer Verkleidung installiert oder als Unterflurkonvektor im Fußboden versenkt. Bei einigen Bauformen bilden die durchströmten Platten die Sichtflächen und die Wärmeleitlamellen sind nur auf der abgewandten Seite angebracht (siehe Abbildung).
Gewöhnliche, bis zur Fensterbrüstung reichende Flach-, Kompakt- oder Plattenheizkörper gehören nicht zu den Konvektoren im engeren Sinne, da sie über ihre Vorderfront auch Strahlungswärme abgeben. Plattenheizkörper mit Wärmeleitblechen (Konvektionsblechen) werden in der Praxis häufig dennoch als Konvektoren bezeichnet.
Die Wärmeabgabe von Konvektoren kann durch ein integriertes oder nachträglich vorgesetztes Gebläse gesteigert werden. Die Funktion entspricht dann der des Heizlüfters, bei dem die Luft jedoch gewöhnlich durch Heizwendel erwärmt wird.
Raumheizkörper aller Bauarten werden europaweit nach einem standardisierten Verfahren auf ihre Heizleistung geprüft. Diese Messungen der Normwärmeleistung nach DIN EN 442 erfassen 2 Wärmearten, die bei lackierten Raumheizkörpern vorkommen, nämlich Strahlungswärme und Konvektionswärme.

## Strahlung versus Konvektion
Strahlungswärme ist eine elektromagnetische Strahlung, welche Moleküle zum Schwingen bringt. Strahlungswärme durchquert Luft annähernd verlustfrei.
Die Strahlung wird von Möbeln und Wänden sowie anderen Umfassungsflächen des Raumes, absorbiert und von diesen teils gespeichert, teils durch Abstrahlung und teilweise an die vorbeistreichende Luft als Konvektionswärme wieder abgegeben. Bei geringem Dämmwert der Außenwand bzw. bei ohne Strahlungsschirm dicht an der Außenwand oder vor Glasflächen aufgestellten Strahlungs-Heizkörpern (Radiatoren) kann ein unerwünscht hoher Anteil der Strahlungswärme nach außen verloren gehen.
Durch thermische Konvektion wird die Raumluft hingegen unmittelbar erwärmt.
Konvektionsheizungen reduzieren die Energieverluste durch die Außenwand und unterbinden Kaltluftströmungen, wenn sie an der Außenwand unter den Fenstern platziert werden.

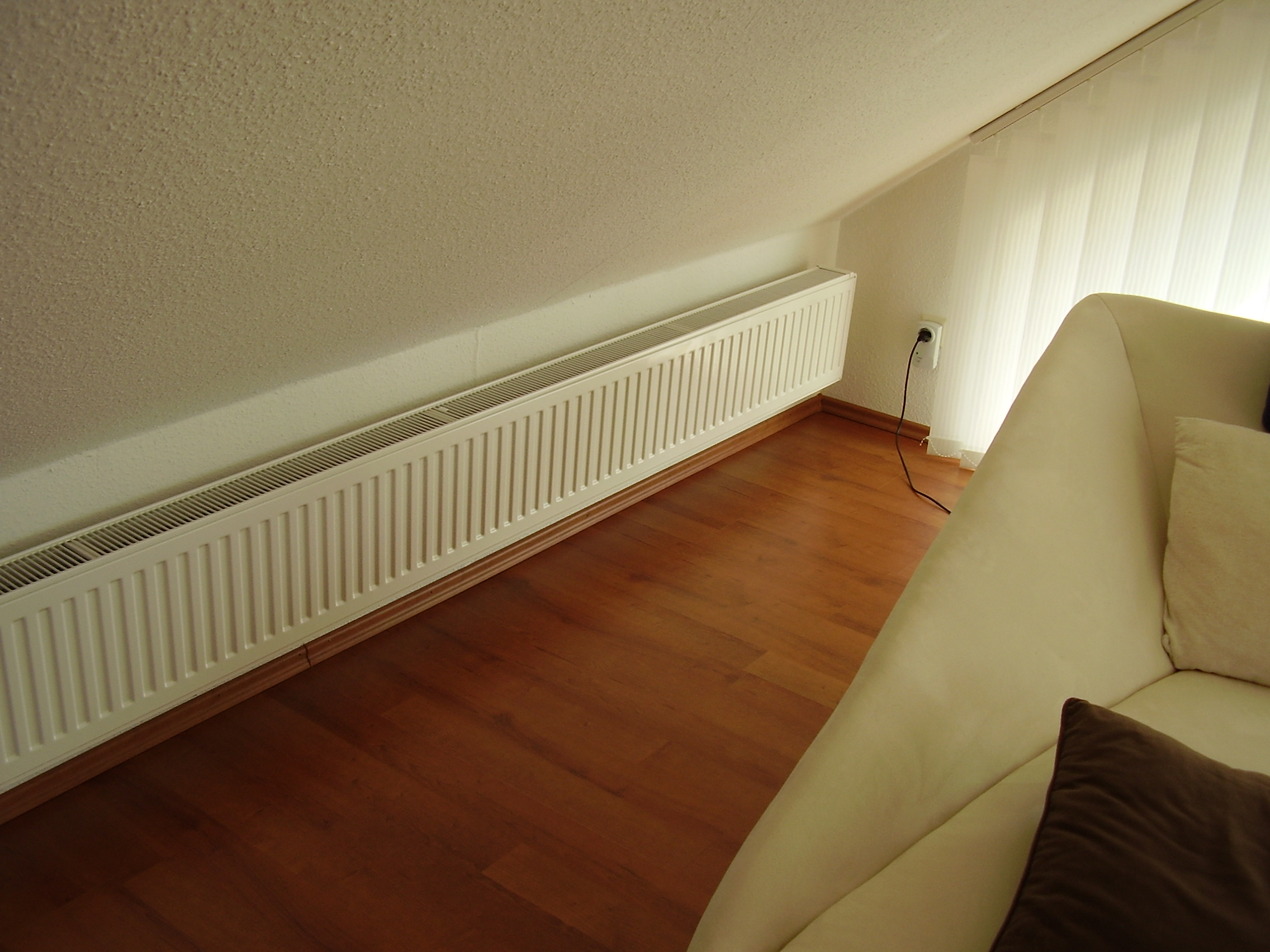
Ein Plattenheizkörper in niedriger Bauform unter der Dachschräge eines Kniestocks.

Ein typischer Konvektions-Heizkörper gibt ca. 65 % Konvektionswärme ab und ca. 35 % Strahlungswärme, je nach Bauart und Temperatur mehr oder weniger.
Wird ein noch unlackierter Heizkörper nach EN 442 gemessen, so gibt er deutlich mehr Konvektionswärme ab, denn der Emissionsgrad von blankem Metall ist gering. Siehe dazu Leslie-Würfel.
Durch die höhere Lufttemperatur und die im Wasserdampf gespeicherte Verdampfungsenthalpie treten bei einer Konvektionsheizung etwas höhere Lüftungswärmeverluste auf als bei Strahlungsheizungen. Wenn durch die geringfügig niedrigere Oberflächentemperatur der Wand der Taupunkt von stark wasserdampfgesättigter Innenraumluft unterschritten wird, kann es zur Kondensatbildung kommen.

## Einzelnachweise

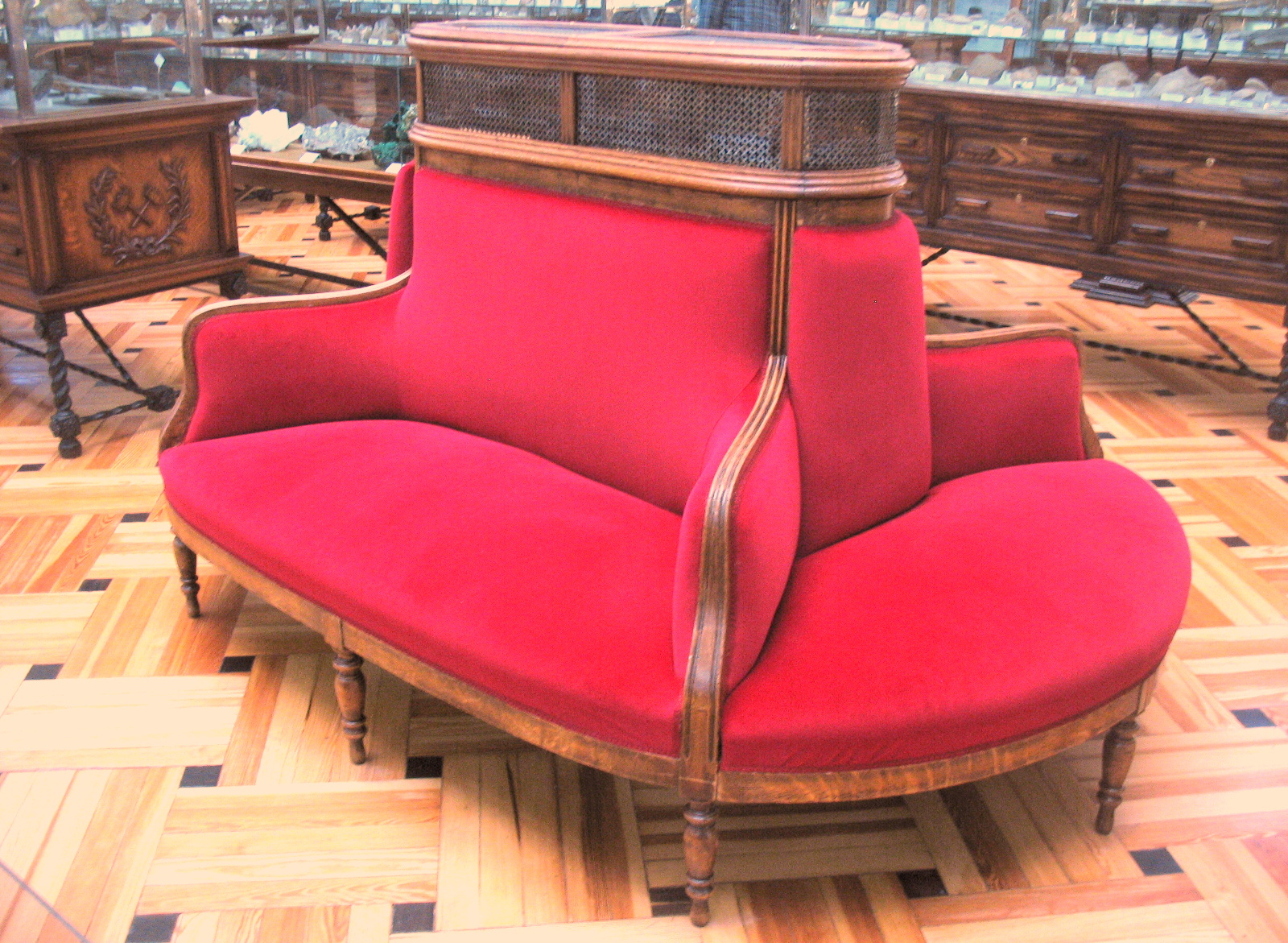
Sofa mit Luftgitter einer Konvektionsheizung, Museo Geominero, Madrid